# Deutsche Minderheit in Chile
Die Deutschen in Chile (auch Deutsch-Chilenen oder Chile-Deutsche, spanisch chileno-alemanes) beziehungsweise die Nachfahren insbesondere deutscher, aber auch österreichischer und Schweizer Einwanderer spielen seit der Mitte des 19. Jahrhunderts bis in die Gegenwart eine erkennbare Rolle im wirtschaftlichen, politischen und kulturellen Leben des Landes, besonders im sogenannten Kleinen Süden.
Auch wenn rein zahlenmäßig die Zuwanderung weit geringer war als beispielsweise nach Argentinien oder Brasilien, tritt der kulturelle und wirtschaftliche Einfluss in Chile viel deutlicher zu Tage. Etwa 500.000 Chilenen stammen von Deutschen ab, für rund 40.000 ist die deutsche Sprache auch heute noch die Muttersprache. Ihr Hauptsiedlungsgebiet sind die heutigen Regionen Araucanía, Los Ríos und Los Lagos im Kleinen Süden von Chile.
Die Bedeutung der deutschen Einwanderung für Chile ist umstritten. Einigen Autoren zufolge haben die Deutsch-Chilenen eine relevante Rolle bei der Herausbildung der chilenischen Nation gespielt, andere sind hingegen der Auffassung, die deutschen Einwanderer hätten sich nie in die chilenische Gesellschaft integriert und sich bis heute kulturell abgegrenzt.

## „Deutsch-Chilenen“ und „Chile-Deutsche“
Das Kriterium für die Zugehörigkeit zu den Deutsch-Chilenen oder Chile-Deutschen ist keines der Staatsangehörigkeit, sondern ein rein sprachliches. Die deutschen Vorfahren kamen aus den verschiedensten Regionen des deutschen Sprachraums in Mitteleuropa. Daher werden unter anderem auch die Nachfahren von Österreichern und Deutschschweizern zu dieser Minderheit gezählt.
Mit den Bezeichnungen „Chile-Deutsche“ und „Deutsch-Chilenen“ sind in der Regel verschiedene Gruppen gemeint, die sich durch den Grad ihrer Integration voneinander unterscheiden. Die Bezeichnung „Chile-Deutsche“ wird zumeist für Auslandsdeutsche verwendet, die selbst nach Chile auswanderten und im Regelfall noch ihre alte Staatsangehörigkeit besitzen. „Deutsch-Chilenen“ sind hingegen Chilenen deutscher Herkunft, die die chilenische Staatsbürgerschaft – teilweise zusätzlich zur deutschen oder österreichischen – besitzen und deren Vorfahren seit mehreren Generationen in Chile leben. Viele von ihnen haben Deutsch nur als Fremdsprache erlernt.

## Geschichte

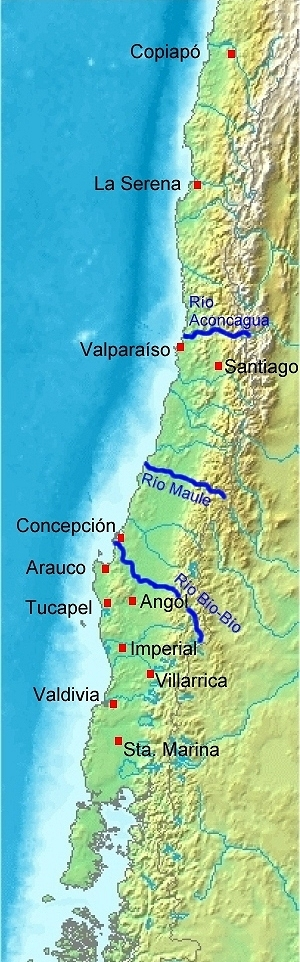
Chile zur Zeit Valdivias

### Deutsche in der spanischen Kolonie des 16. Jahrhunderts
Die erste historische Erwähnung eines Deutschen in Chile führt in die Gründungszeit der Kolonie zurück, als der aus Nürnberg stammende Konquistador Bartolomé Flores, der ursprünglich „Blum“ oder „Blümlein“ geheißen haben dürfte, 1541 als Begleiter Pedro de Valdivias an der Gründung der Hauptstadt Santiago teilnahm und es dort als Encomendero zu großem Reichtum brachte. Er nahm die Tochter eines mächtigen örtlichen Kaziken zur Frau und regierte deren Ländereien. Zu seinen Besitzungen gehörten die Weinberge am Meer, auf denen später die Stadt Viña del Mar entstand. Seine Tochter heiratete den ebenfalls aus Deutschland stammenden Pedro Lisperguer, geboren als Peter Birling in Worms, ein früherer Page am Hof Karls V., der 1557 mit den spanischen Verstärkungen unter García Hurtado de Mendoza nach Chile gekommen war und 1572 Bürgermeister von Santiago wurde. Beide waren möglicherweise Nachfahren jüdischer Konvertiten, die zu dieser Zeit häufig in den Kolonien vor der in Spanien zunehmenden Verfolgung Schutz suchten, da es hier bis 1570 noch keine organisierte Inquisition gab. Einige Autoren geben auch für einen weiteren Begleiter Valdivias, Juan Bohón, Hauptmann und Gründer von La Serena, eine deutsche Herkunft an, da sein Name ursprünglich Flämisch („Boon“) gelautet haben soll.
Grundsätzlich war während der spanischen Kolonialzeit Ausländern die Einreise in das zum Vizekönigreich Peru gehörende Generalkapitanat Chile verwehrt, sodass bis ins 19. Jahrhundert bis auf Sonderfälle keine Reisen oder Auswanderungen nach Chile aus deutschsprachigen Ländern möglich waren.

### Öffnung des Landes nach der Unabhängigkeit 1818

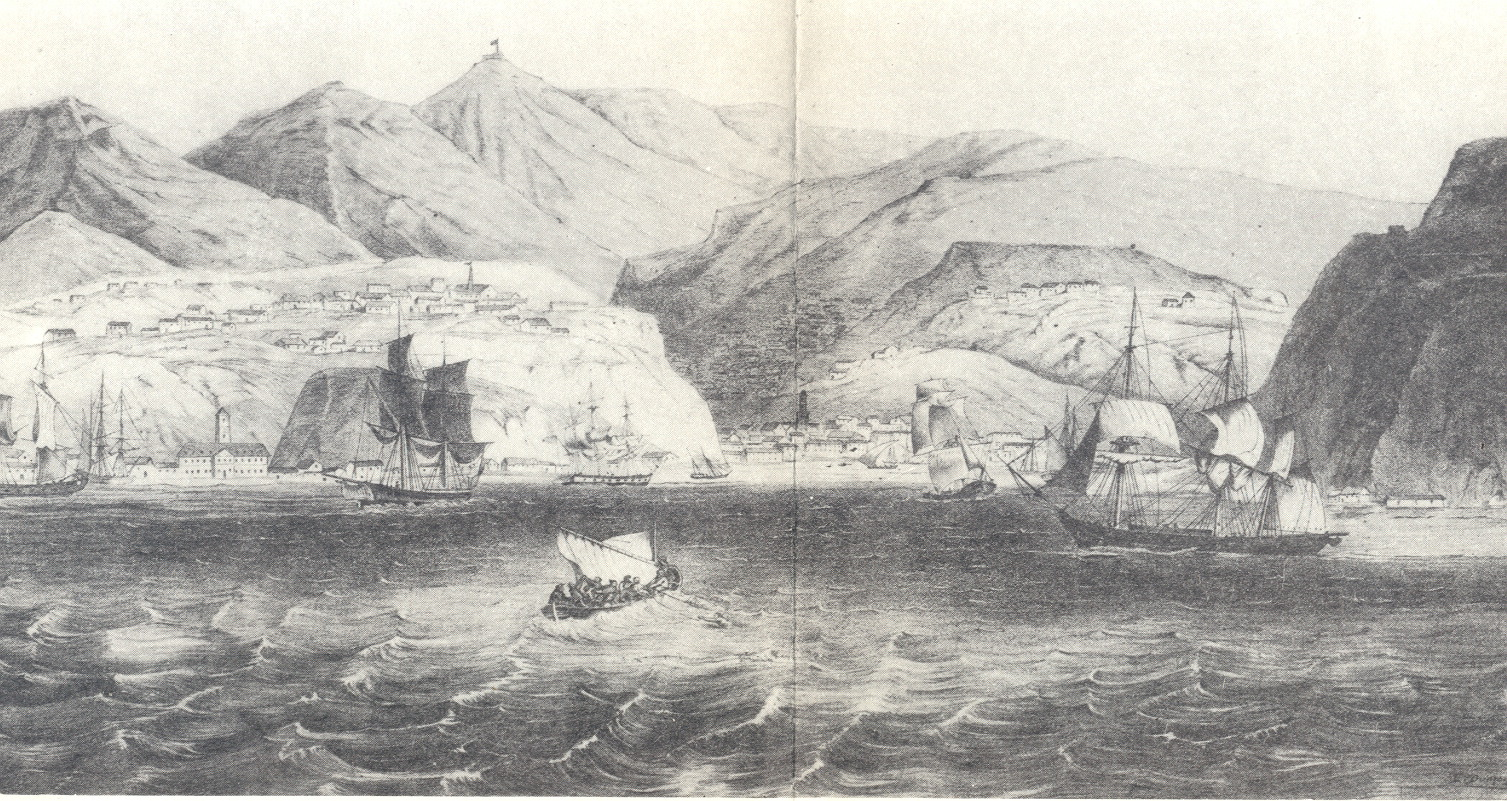
Die Bucht von Valparaíso 1830

Mit der Unabhängigkeit von Spanien 1818 fanden europäische Kaufleute und Handelsreisende in zunehmendem Maß ihren Weg nach Chile. Zentrum der deutschen Kaufleute war Valparaíso. Dort entstand 1838 mit dem Deutschen Verein zu Valparaíso auch die erste von Deutschen gegründete Institution des Landes.
Chile beanspruchte schon damals ein Gebiet bis zum Kap Hoorn. Das tatsächlich beherrschte Territorium endete im Süden aber schon am Río Bío Bío. Südlich davon lag das Land der Araukaner oder Mapuche, das schon die Spanier nicht dauerhaft hatten erobern können. Weiter südlich bestanden als Exklaven des chilenischen Territoriums nur noch die Stadt Valdivia und die Insel Chiloé.
Um zu verhindern, dass europäische Mächte wie Frankreich oder Großbritannien das von Chile beanspruchte und nahezu unbesiedelte Land für sich in Besitz nehmen konnten, plante die chilenische Regierung die Ansiedlung von Kolonisten südlich des Herrschaftsbereichs der Mapuche in den späteren Provinzen Valdivia und Llanquihue. Das am 18. November 1845 erlassene Gesetz zur Steuerung der Einwanderung (Ley de inmigración selectiva) erlaubte die Einwanderung und Besiedlung an den nördlichen und südlichen Grenzen des damaligen Chile, nördlich von Copiapó und südlich des Río Bío Bío. Als Einwanderer waren katholische Europäer mittlerer und höherer Bildung vorgesehen.
Noch bevor die chilenische Regierung 1848 erste konkrete Schritte zur Kolonisation einleitete, gelang es Bernhard Eunom Philippi in Zusammenarbeit mit seinem Bruder, dem Biologen Rudolph Amandus Philippi, in eigener Initiative, neun hessische Handwerkerfamilien für die Auswanderung nach Chile zu gewinnen. Im Jahre 1845 hatte er die Hacienda Bellavista bei La Unión in der Provinz Valdivia gekauft. Dorthin brachte er deutsche Siedler, die sein Bruder in Hessen angeworben hatte. Auf der Brigg Catalina, die dem preußischen Konsul in Valparaíso Ferdinand Flindt gehörte, kamen im August 1846 die Schmiede Aubel und Ruch, der Zimmermann Bachmann, der Mühlenbauer Ihde, der Schreiner Holstein, der Branntweinbrenner Bachmann, der Schuhmacher Henkel, der Gärtner Jäger und der Schäfer Krämer mit ihren Familien in Südchile an. Alle Einwanderer kamen aus der Stadt Rotenburg an der Fulda oder dem Amt Rotenburg und wurden über den mit Philippi befreundeten Landbaumeister Althaus angeworben.
Anfang 1846 begleitete Bernhard Philippi den damaligen Intendanten von Valparaíso, Salvador Sanfuentes, bei der Erkundung der Provinz Valdivia. Im folgenden Jahr wurde Sanfuentes Justiz- und Kultusminister in Santiago. Auf Grundlage der durch die gemeinsame Reise gewonnenen Erkenntnisse und beeinflusst von den Ideen Philippis präsentierte Sanfuentes der Regierung ein Kolonisierungsprojekt für den Kleinen Süden. Philippi nahm an den Regierungsberatungen teil, und seine Berichte hatten entscheidenden Einfluss auf die Regierungsbeschlüsse. Im Juni 1847 machte Präsident Manuel Bulnes Prieto Philippi zu seinem Berater.

### Offiziell geförderte Einwanderung in den Kleinen Süden ab 1848

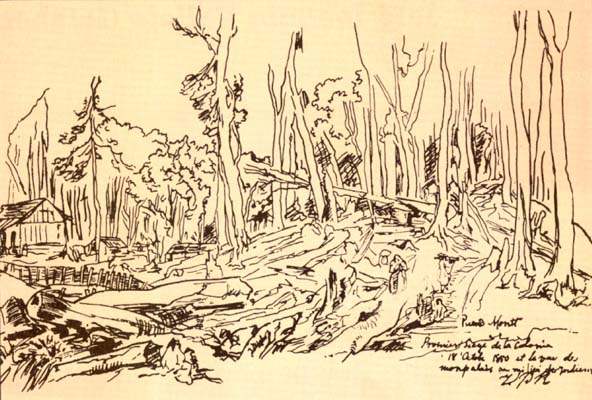
Landschaft in der Provinz Llanquihue zur Zeit der Kolonisation. Zeichnung von Vicente Pérez Rosales

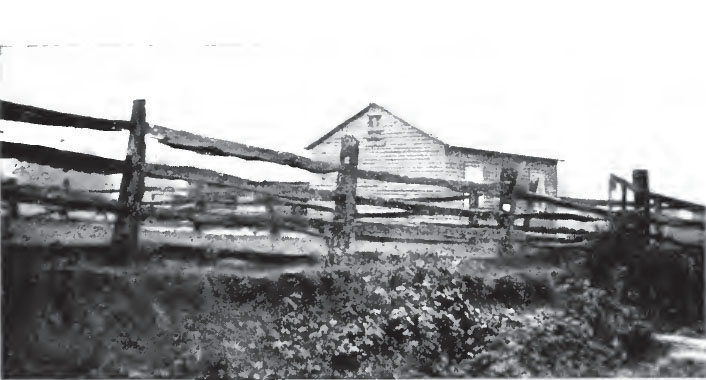
Haus eines chilenischen Arbeiters auf dem Land eines deutschen Einwanderers (1921)

Mit der gescheiterten Deutschen Revolution von 1848/49 sah Philippi dann die Chance gekommen, deutsche Auswanderer als Kolonisten für Chile zu gewinnen und seine Kolonisierungsideen für Südchile umzusetzen. Er wurde im August 1848 zum Kolonisationsbeauftragten ernannt und nach Deutschland entsandt, um Kolonisten anzuwerben, die rund um den Llanquihue-See angesiedelt werden sollten.
Philippis Auftrag lautete, 150 bis 200 katholische Bauern- oder Handwerkerfamilien, zudem zwei katholische Priester, zwei Lehrer und einen Arzt auszusuchen. Die Kolonisten sollten die chilenische Staatsbürgerschaft annehmen und auf ihre aktuelle Staatsbürgerschaft verzichten. Im Namen der chilenischen Regierung bot er den Auswanderern die Bezahlung der Überfahrt an. Jeder Familienvater sollte 10 bis 15 Cuadras (das entspricht etwa 15 bis 23 Hektar) Land erhalten sowie Steuerfreiheit für zwölf Jahre. Die katholischen Priester sollten acht Jahre lang durch die Regierung entlohnt werden. Wer auf eigene Kosten nach Chile kommen wollte, konnte in Versteigerungen Land von der Regierung erwerben und sechs Jahre Steuerfreiheit erhalten.
In Deutschland angekommen, begann Philippi, Zeitungsartikel zu veröffentlichen und die Vorteile Chiles anzupreisen. Allerdings stellten sich die katholischen Bischöfe gegen ihn und rieten ihren Gläubigen von einer Auswanderung ab. So gelang es Philippi zunächst lediglich in Kassel, einige katholische Händler und Handwerker anzuwerben, die den Revolutionswirren und staatlichen Repressionen in Deutschland entfliehen wollten und in der Lage waren, auf eigene Kosten nach Chile zu reisen. Es waren 34 Personen, die im Januar 1850 in Valdivia ankamen.
Ohne eine Antwort auf seine Bitte an die chilenische Regierung, seine Vollmachten zu erweitern, abzuwarten, organisierte er im November 1849 die Emigration einer weiteren Gruppe von 32 Protestanten, die im Juni 1850 Valdivia erreichte. Es gelang Philippi, bis Mai 1851 fast 600 deutsche Auswanderer in den Süden Chiles zu bringen. Zudem entsprachen fast alle dem von der chilenischen Regierung vorgegebenen Profil des gut ausgebildeten, leistungsfähigen Bauern oder Handwerkers, die meisten hatten sogar ihre Überfahrt selbst bezahlt. Der Auftakt der Kolonisierung des Südens Chiles mit deutschen Immigranten war also gelungen, allerdings waren, anders als geplant, die wenigsten der Kolonisten katholisch. Im Oktober 1850 bestellte die chilenische Regierung den Unternehmer Vicente Pérez Rosales zum neuen Kolonisationsbeauftragten.
Als Vertreter der ersten großen geschlossenen deutschen Einwanderergruppe nach Chile legte Carl Anwandter 1851 folgendes Gelöbnis gegenüber dem chilenischen Einwanderungsagenten ab:

„Wir werden ebenso ehrliche und arbeitsame Chilenen sein, wie nur der beste von ihnen es zu sein vermag. In die Reihen unserer neuen Landsleute eingetreten, werden wir unser Adoptiv-Vaterland gegen jeden fremden Angriff mit der Entschlossenheit und Tatkraft des Mannes zu verteidigen wissen, der sein Vaterland, seine Familie und seine Interessen verteidigt.“

Die im sogenannten Anwandter-Gelöbnis ausgedrückte Loyalität der deutschen Einwanderer gegenüber ihrer neuen Heimat bei gleichzeitigem Festhalten an den eigenen Traditionen ist bis in die Gegenwart für die Deutsch-Chilenen prägend geblieben.
Der Schwerpunkt der frühen deutschen Besiedlung lag im Gebiet rund um den Llanquihue-See und die Stadt Osorno, das damals noch dicht bewaldet und völlig unerschlossen war. 1854 wurde in Osorno die heute älteste Deutsche Schule Südamerikas gegründet. Bis Mitte der 1870er Jahre ließen sich in diesem Gebiet etwa 6000 deutsche Familien nieder. Bis heute existiert dort die einzige geschlossene deutsche Sprachsiedlung in Chile. Die Universidad Austral de Chile betreibt in Frutillar am Llanquihue-See heute ein Freiluftmuseum, das Museo Colonial Alemán.

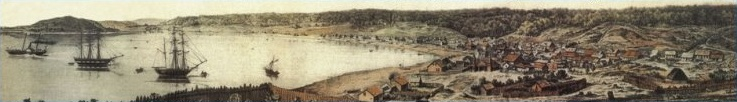
Puerto Montt 1862 – zehn Jahre nach seiner Gründung durch deutsche Einwanderer

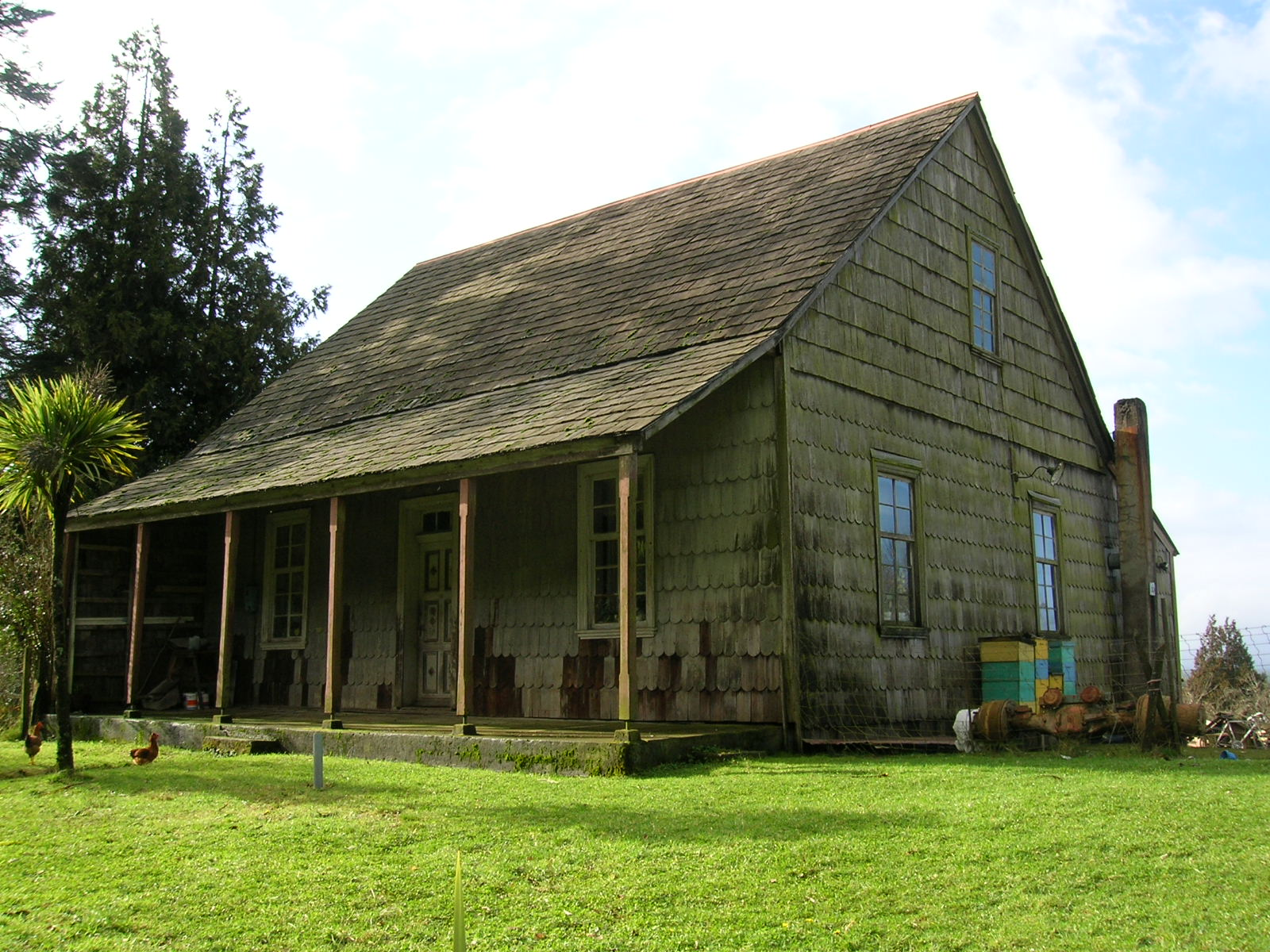
Haus im typischen Stil der deutschen Einwanderer
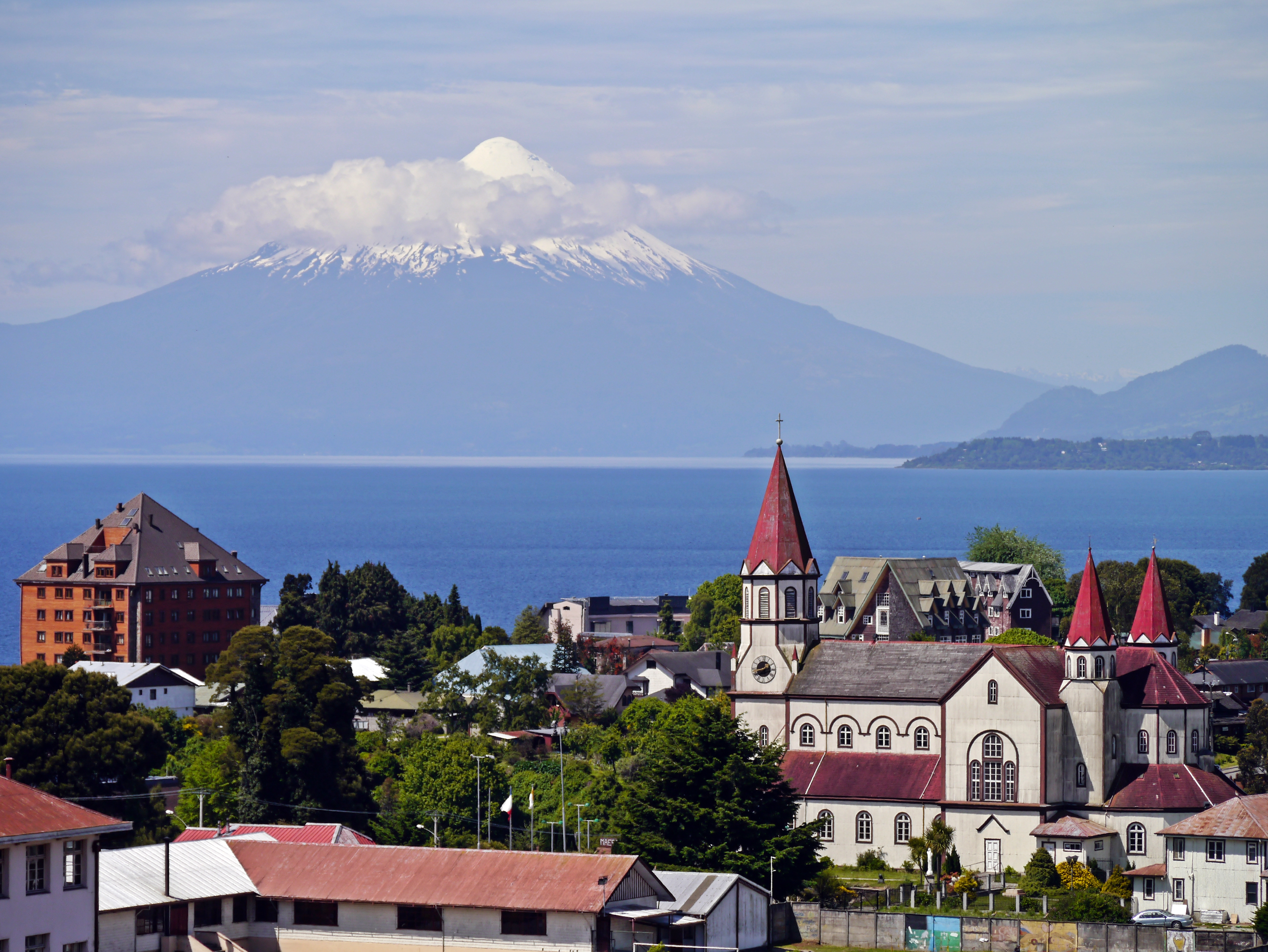
Kirche in Puerto Varas
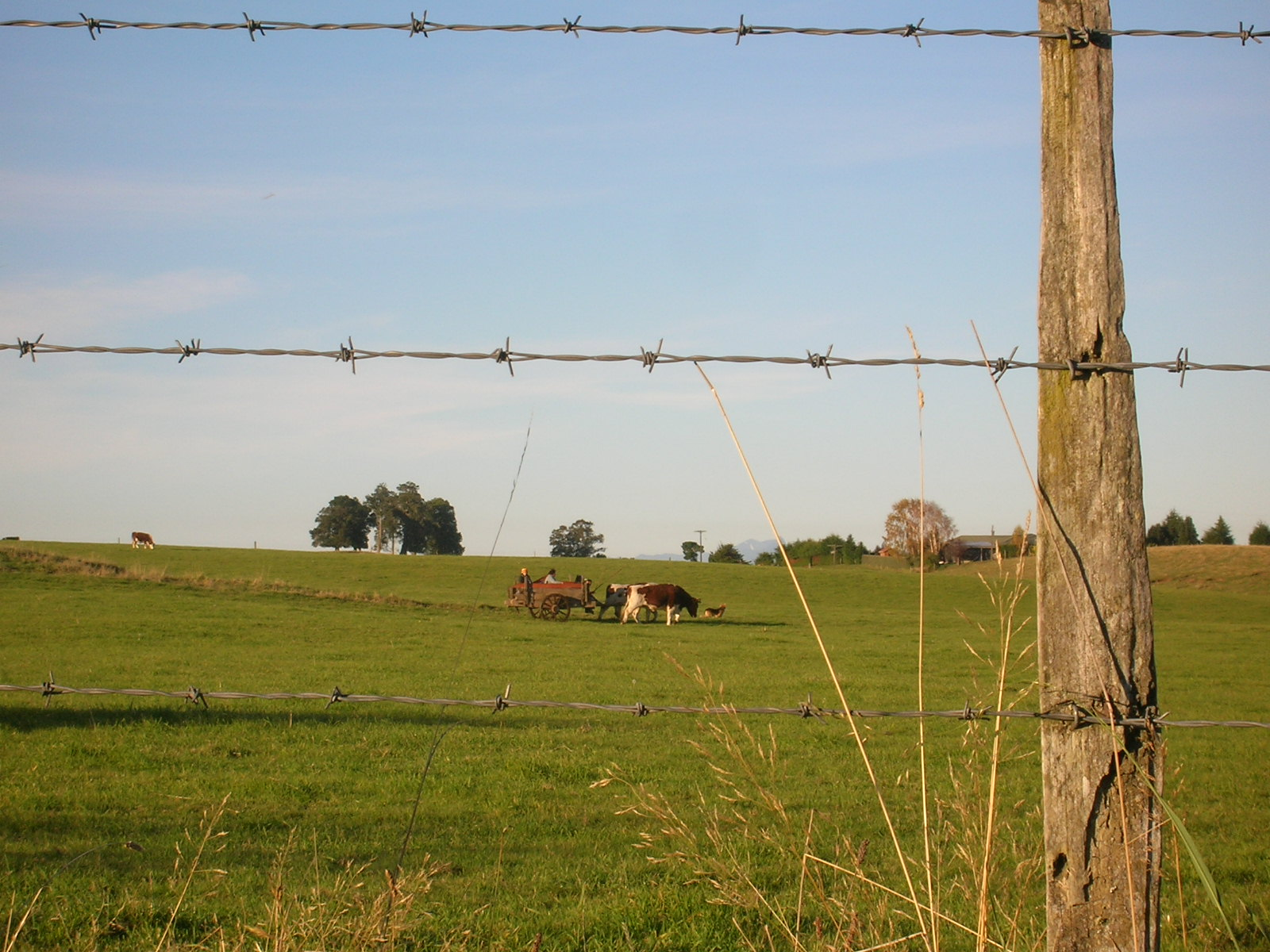
Landwirtschaft am Llanquihue-See

### Valdivia als Zentrum der deutschen Einwanderung

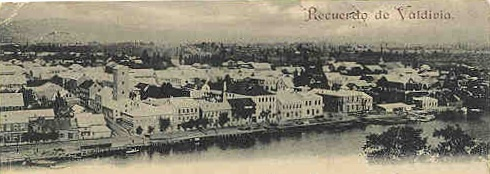
Valdivia Ende des 19. Jahrhunderts

Insbesondere die alte Provinzhauptstadt Valdivia profitierte von der Zuwanderung der Deutschen durch Bevölkerungswachstum und Wirtschaftsaufschwung. Carl Anwandter gründete hier 1851 die erste Brauerei Chiles, 1852 die bis heute bestehende Freiwillige Feuerwehrkompanie Germania und 1858 die Deutsche Schule – das heute nach ihm benannte Instituto Alemán Carlos Anwandter auf der Isla Teja.
In Valdivia entstanden auch das erste Stahlwerk Chiles, Industrien des Waggonbaus, der Holzverarbeitung, der Lederherstellung und Werften. Schon Ende des 19. Jahrhunderts war Valdivia zum drittgrößten Industriestandort des Landes geworden.
Der schwedische Botaniker Carl Skottsberg, der die Stadt 1907 im Rahmen einer Expedition nach Patagonien besuchte, beschrieb Valdivia als eine deutsche Stadt:

“Valdivia, situated at some distance from the coast, on the Calle-calle river, is a German town. Everywhere you meet German faces, German signboards and placards alongside the Spanish. There is a large German school, a church and various Vereine, large shoe-factories, and, of course, breweries …”

„Valdivia, in einiger Entfernung von der Küste am Fluß Calle-Calle gelegen, ist eine deutsche Stadt. Überall trifft man auf deutsche Gesichter, deutsche Schilder und Aushänge neben den spanischen. Es gibt eine große deutsche Schule, eine Kirche und zahlreiche Vereine, große Schuhfabriken und, natürlich, Brauereien…“

Ihren Status als Industriemetropole büßte die Stadt erst teilweise 1909 durch einen Großbrand und dann endgültig durch das verheerende Erdbeben von 1960 ein. Aber auch nach den Zerstörungen von 1909 und 1960 ist noch heute der deutsche Einfluss in der Stadt unübersehbar.

Häuser deutscher Einwanderer in Valdivia
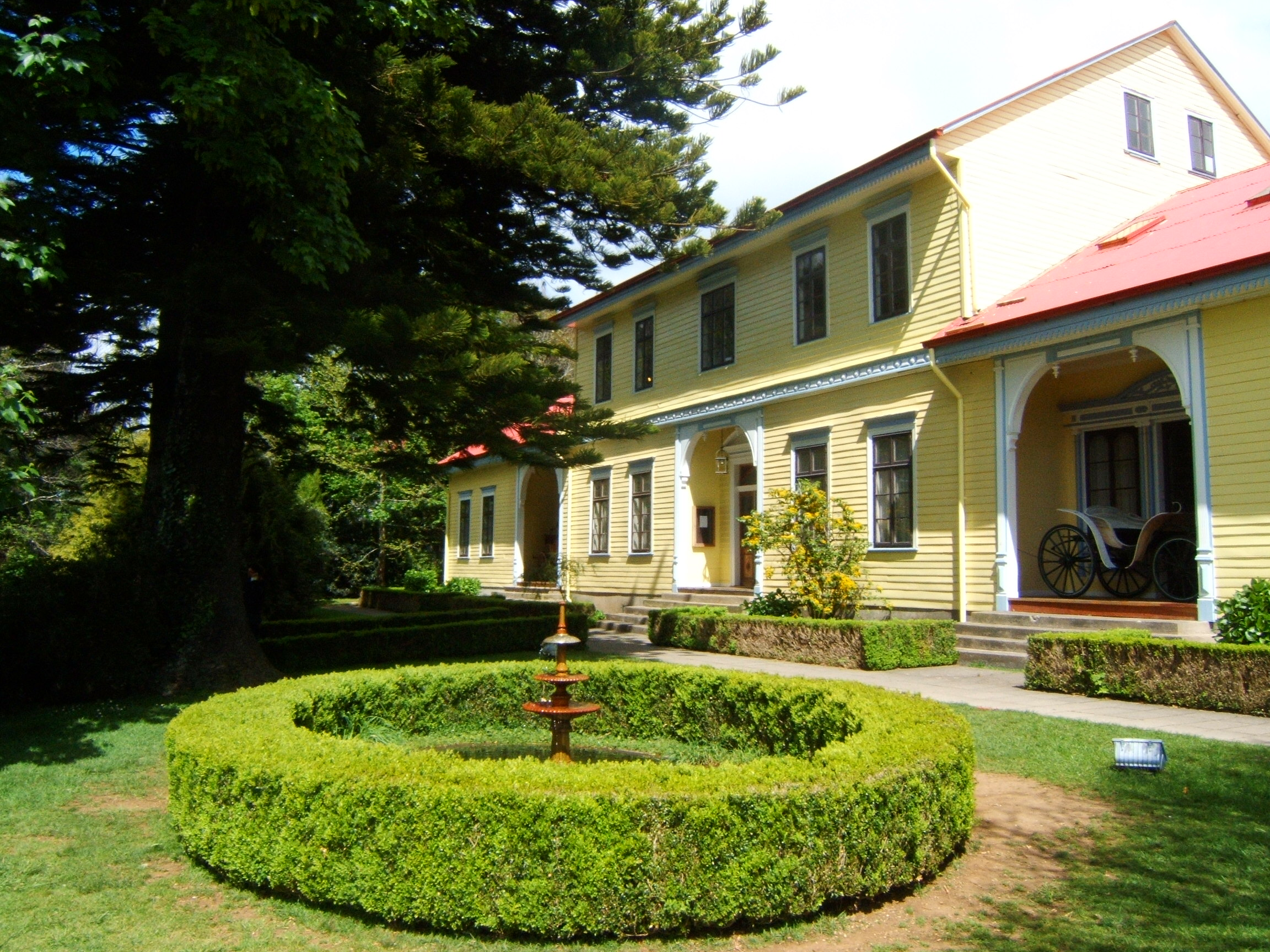
Casa Anwandter
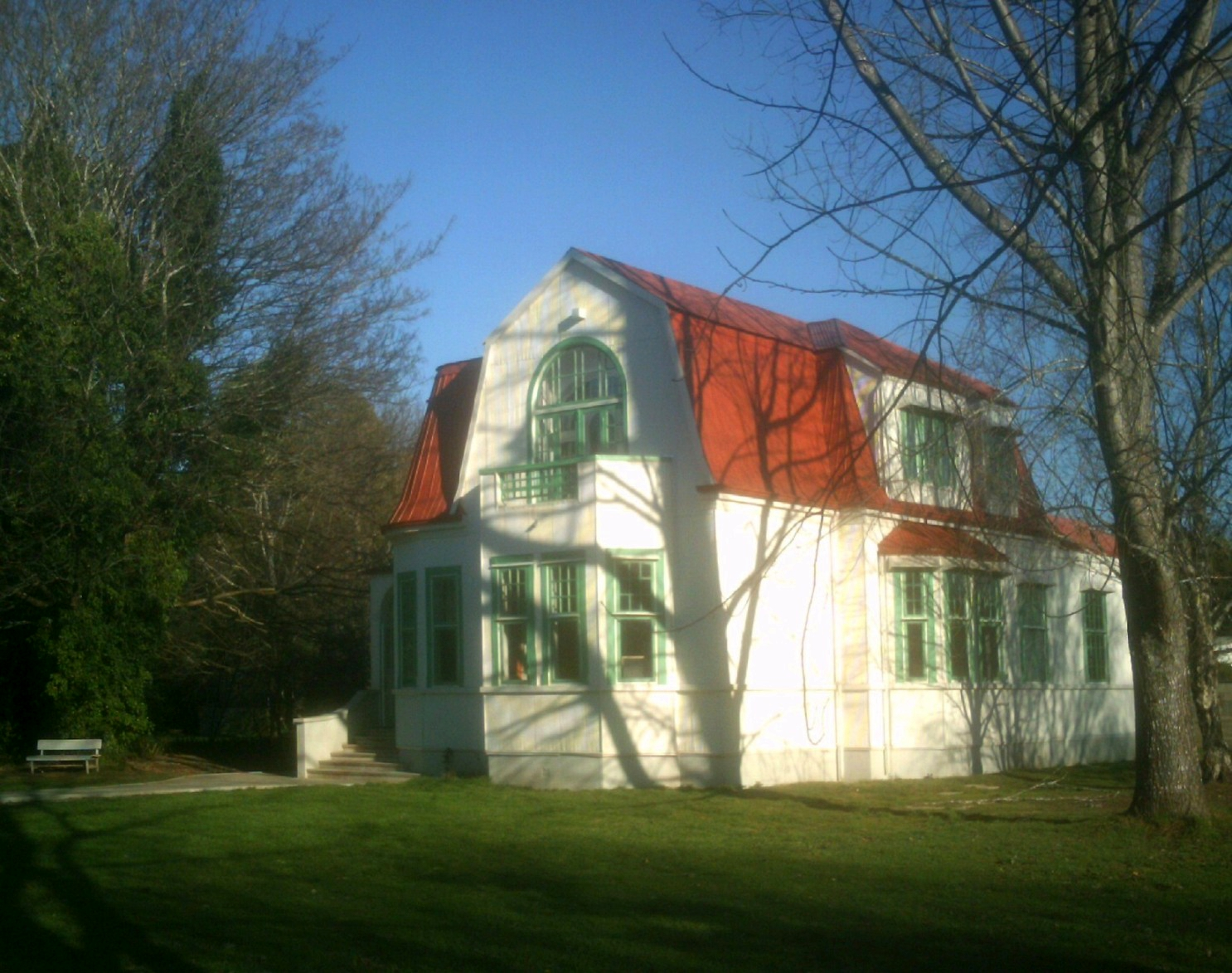
Museo Rudolfo A. Philippi
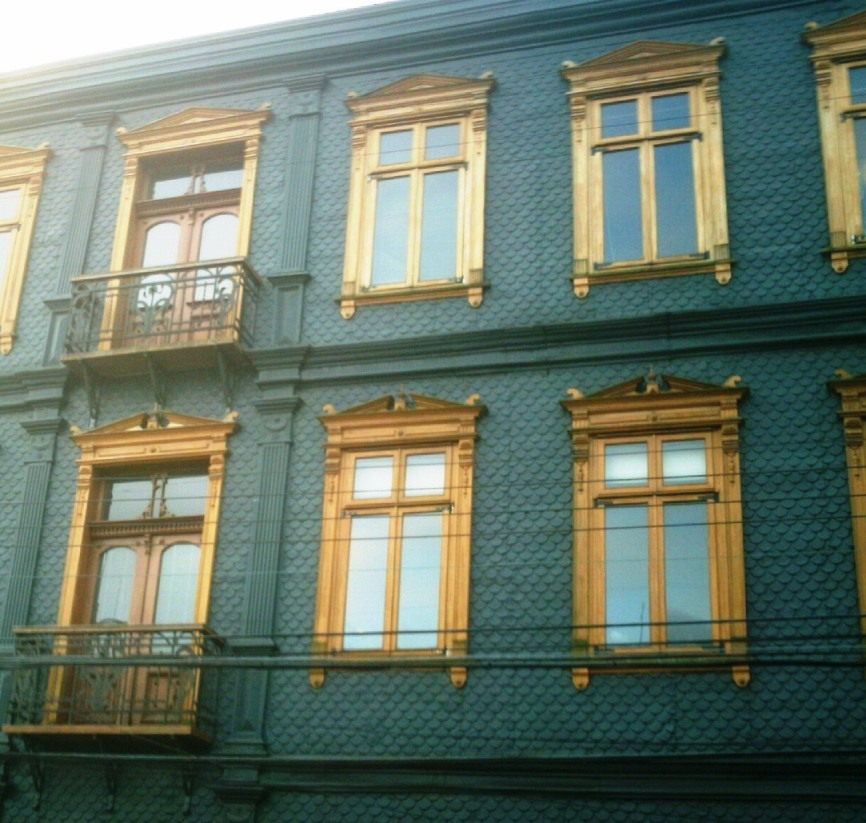
Hotel Schuster

### Übernahme preußischer Traditionen in der chilenischen Armee

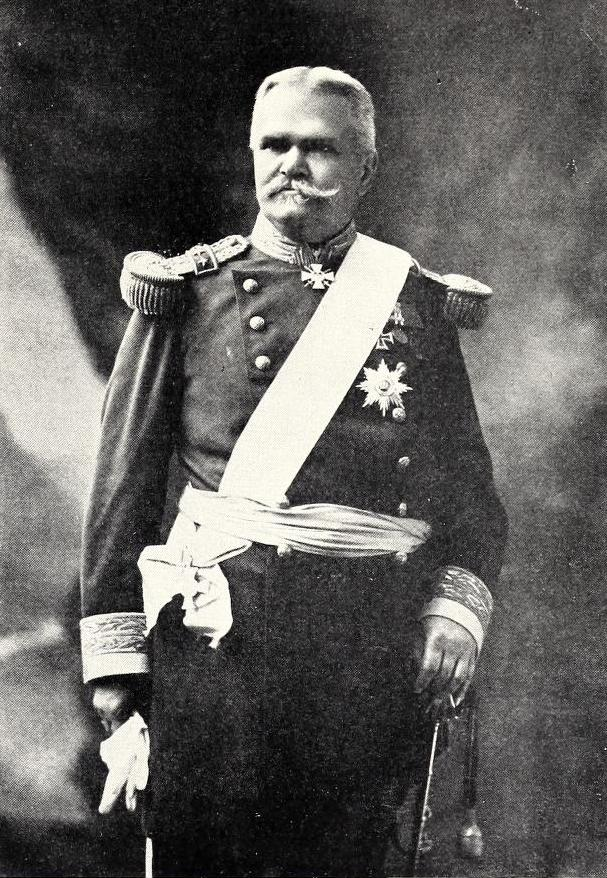
„Emilio“ Körner als chilenischer General

Die starke deutsche Gemeinde war 1885 nach dem erfolgreich geführten Salpeterkrieg ein entscheidender Faktor dafür, dass zur Modernisierung des chilenischen Heeres deutsche Militärberater ins Land geholt wurden. Der preußische Artilleriehauptmann Emil Körner stieg im chilenischen Bürgerkrieg von 1891 zum General auf und wurde 1900 Generalinspekteur des chilenischen Heeres. Er war maßgeblich daran beteiligt, die chilenische Armee nach preußischer Art umzugestalten. Preußische Traditionen sind im chilenischen Heer teilweise bis heute erhalten geblieben. Die Chilenen werden umgangssprachlich seit langem als „die Preußen Südamerikas“ bezeichnet.

### Ausweitung der Einwanderung auf das ganze Land

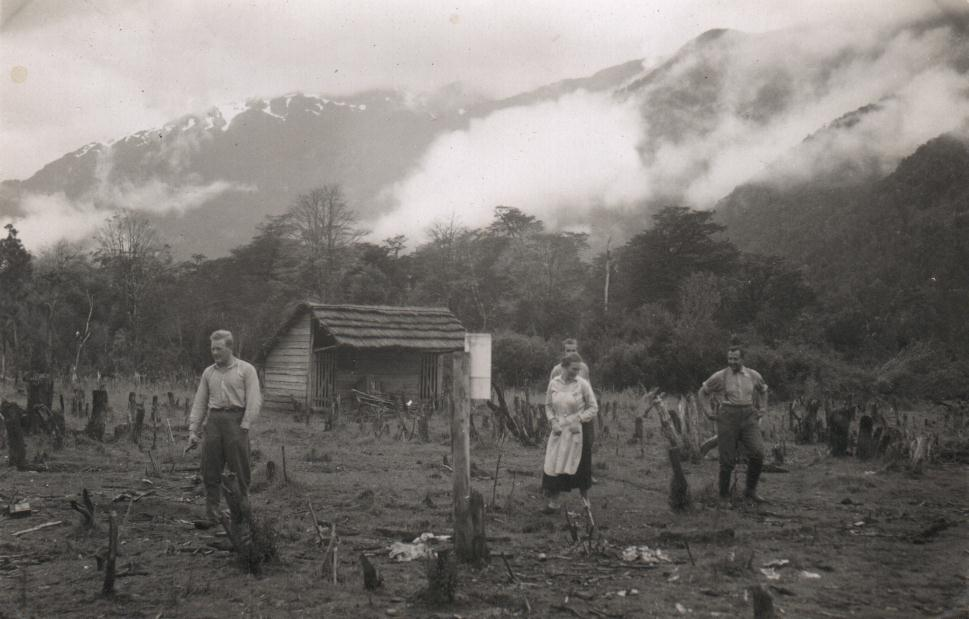
Deutsche Siedler beim Roden in der Aysen-Region (um 1930)

Nach der gewaltsamen Unterwerfung der Mapuche 1883 wurde auch deren bisheriges Herrschaftsgebiet südlich des Río Bío Bío, das bis dahin die Landverbindung zwischen Zentralchile und dem Süden unterbrochen hatte, der Kolonisation für Einwanderer aus Europa geöffnet. Auch viele Deutsche ließen sich in der sogenannten Chilenischen Schweiz und der Gegend um Temuco nieder. So gründeten 48 deutsche Einwandererfamilien 1884 die Gemeinde San Luis de Contulmo. 1894 wurde im Zentrum des Landes die Stadt Villa Alemana gegründet, wo viele Deutsche siedelten.
Ebenso setzte allmählich eine Binnenwanderung der Nachkommen der ersten Einwanderer in die Städte ein. Junge Deutsch-Chilenen gingen zum Studieren nach Santiago. 1896 gründeten sie dort mit der Burschenschaft Araucania die erste deutsche Studentenverbindung in Lateinamerika.
Nachdem 1912 die Eisenbahnlinie zwischen Santiago und Puerto Montt fertiggestellt und das deutsche Siedlungsgebiet endgültig an die chilenischen Zentralregionen angeschlossen worden war, kam es zu einem stärkeren Bevölkerungsaustausch zwischen den beiden Regionen und damit zu einer verstärkten kulturellen Annäherung.
Der Dichter Pablo Neruda, der zu Beginn des 20. Jahrhunderts in Temuco aufwuchs, berichtet in seinen Memoiren über den Wohlstand der dort lebenden Deutschen:

«Todo pasaba con el tiempo y todo el mundo quedaba tan pobre como antes. Sólo los alemanes mantenían esa irreductible conservación de sus bienes, que los caracterizaba en la frontera.»

„Alles [der Wohlstand] verging mit der Zeit, und alle waren so arm wie zuvor. Nur die Deutschen hielten unbeirrbar daran fest, ihr Hab und Gut zu erhalten, was im Grenzland charakteristisch für sie war.“

In den 1930er Jahren schlossen sich mehr als 1000 Deutschstämmige der 1931 gegründeten NSDAP/AO in Chile an.
Die Machtübernahme der NSDAP in Deutschland führte zu einer neuerlichen Einwanderungswelle. Nach 1933 verließen viele politische Flüchtlinge und deutsche Juden Deutschland und suchten eine neue Heimat. Aufgrund der bestehenden deutschsprachigen Gemeinde war Chile auch in dieser Zeit ein Ziel vieler Auswanderer. Zwischen 1933 und 1941 emigrierten 15.000 Juden aus Deutschland nach Chile.
Nach dem Ende des Zweiten Weltkrieges waren es dann Nationalsozialisten, die Zuflucht in Südamerika fanden. Auch Heimatvertriebene aus den Ostgebieten des Deutschen Reiches und Deutschbalten verließen Deutschland nach 1945 und kamen nach Chile. Anfang der 1960er Jahre wanderte der Siegerländer Laienprediger Paul Schäfer mit etwa 200 Sektenanhängern nach Chile aus und gründete bei Parral die Colonia Dignidad, in der es zu zahlreichen Menschenrechtsverletzungen kam.
Nach dem Militärputsch unter Augusto Pinochet 1973 verließen zahlreiche Oppositionelle das Land. Viele fanden Zuflucht in Deutschland – sowohl in der Bundesrepublik als auch in der DDR. Etliche gründeten in Deutschland Familien und kehrten nach dem Ende der Militärdiktatur 1990 mit diesen nach Chile zurück.

## Heutige Situation

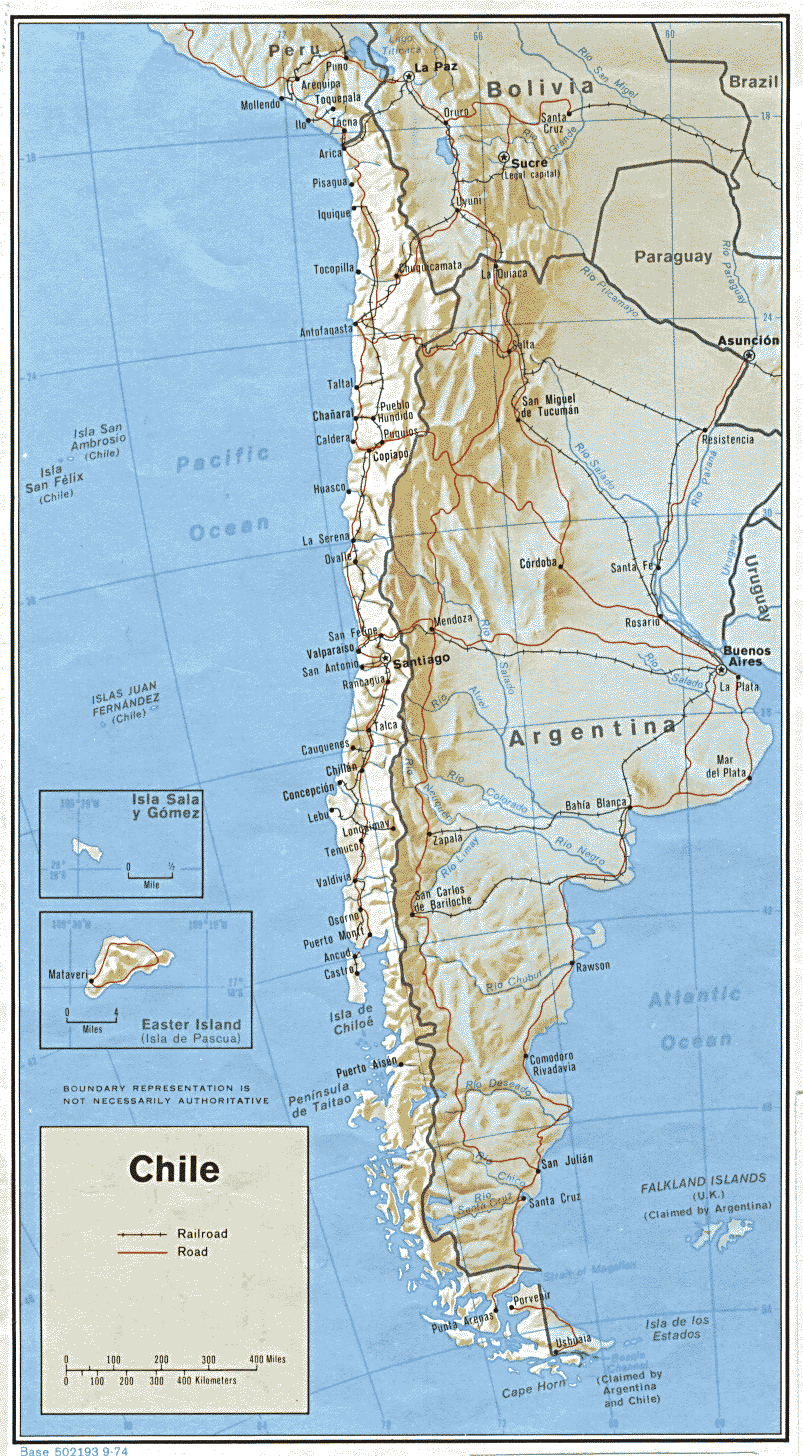
Chile

### Deutsche Sprache
Heute wird die deutsche Sprache noch von bis zu 35.000 Einwohnern Chiles verwendet. Damit ist sie nach Spanisch und Mapudungun die Sprache mit den drittmeisten Sprechern in Chile.
Der Anteil Deutschsprachiger nimmt allerdings seit Jahrzehnten ab. Insbesondere die Zunahme gemischtsprachiger Ehen führt zur Schwächung der deutschen Sprachkenntnisse in der nächsten Generation. Kinder deutschsprachiger Väter und spanischsprachiger Mütter sprechen Spanisch als Muttersprache und lernen Deutsch häufig höchstens noch als Fremdsprache kennen. Ein Grund für die Zunahme gemischter Ehen ist die sinkende Bedeutung der Konfessionen im öffentlichen Leben, wodurch Eheschließungen zwischen den zumeist katholischen Chilenen und den häufig protestantischen Deutschchilenen einfacher werden. Die Katholiken unter den deutschen Einwanderern assimilierten sich bereits im 19. Jahrhundert weit stärker an die ebenfalls katholische Mehrheitsbevölkerung als die Protestanten. Manchmal wird auch die auswärtige Schulpolitik Deutschlands als Ursache für die schwindenden Deutschkenntnisse ausgemacht.
Rund um den Llanquihue-See hat sich eine Varietät des Deutschen entwickelt. Das sogenannte Launa-Deutsch ist von zahlreichen spanischen Interferenzen beeinflusst. Umgekehrt haben mehrere deutsche Wörter als Fremdwörter Eingang in die chilenische Alltagssprache gefunden, z. B. Kuchen.

### Deutsche und Schweizer Schulen
Es gibt in Chile 22 deutsche Schulen, die zusammengenommen von etwa 15.000 Schülern besucht werden. Von diesen Schulen erhalten derzeit 21 unterschiedlich starke finanzielle und personelle Unterstützung durch das deutsche Bundesverwaltungsamt. An vier Schulen wird Unterricht in deutscher Sprache angeboten, die anderen unterrichten Deutsch nur noch als erste Fremdsprache.
In Santiago gibt es außerdem eine zweisprachige Schweizer Schule.
Im Jahre 1988 gründeten die Deutschen Schulen zusammen mit dem Deutsch Chilenischen Bund (DCB) und dem Verband deutschsprachiger Lehrer in Chile (VdLiCh) mit Unterstützung des Auswärtigen Amtes der Bundesrepublik Deutschland eine Pädagogische Hochschule chilenischen Rechtes, das Deutsche Lehrerbildungsinstitut Wilhelm von Humboldt. Dort werden zweisprachige Erzieherinnen und Grundschullehrkräfte für die Deutschen Schulen Chiles ausgebildet. Seit 1995 ist das LBI auch regionales Fort- und Weiterbildungszentrum der Deutschen Schulen Chiles.

### Vereinswesen

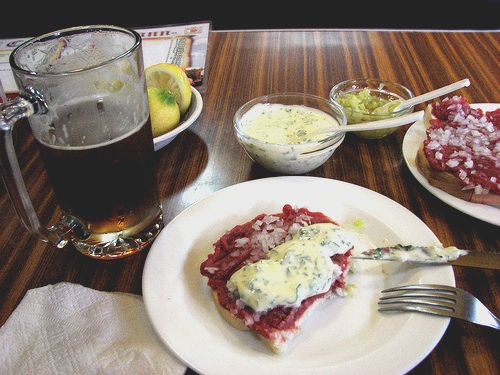
Crudo, ein typisch deutsch-chilenisches Gericht

Die deutschen Einwanderer gründeten in ihrer neuen Heimat eine große Anzahl von Vereinen. In fast jeder Stadt des kleinen Südens gibt es einen Club Alemán. Die Protestanten unter den Einwanderern gründeten im sonst rein katholischen Chile ihre eigenen Kirchengemeinden und dazugehörende Schulen. Auch die ersten Freiwilligen Feuerwehren wurden von Deutschen gegründet.
Der Deutsch-Chilenische Bund (DCB), eine Art Dachverband der deutschen Vereine, versucht, den Zusammenhalt der deutschsprachigen Minderheit über den Erhalt der deutschen Sprache und Kultur zu fördern. Der DCB gibt mit der Wochenzeitung Cóndor die auflagenstärkste deutschsprachige Zeitung Chiles heraus.
Insgesamt acht Studentenverbindungen deutscher Tradition, davon fünf Burschenschaften (Viña del Mar, Santiago (2), Concepción und Valdivia) und drei Mädchenschaften, setzen sich für den Erhalt der deutschen Sprache ein.

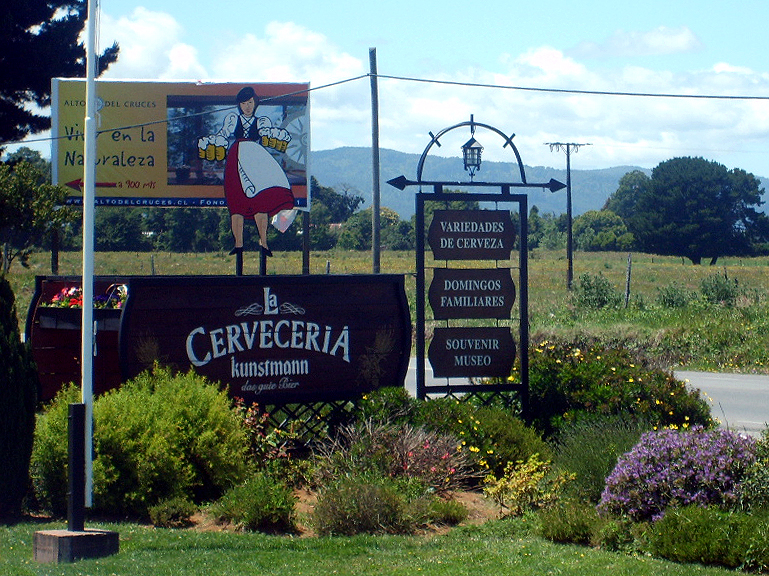
Die Brauerei Kunstmann in Valdivia braut noch heute nach dem Deutschen Reinheitsgebot
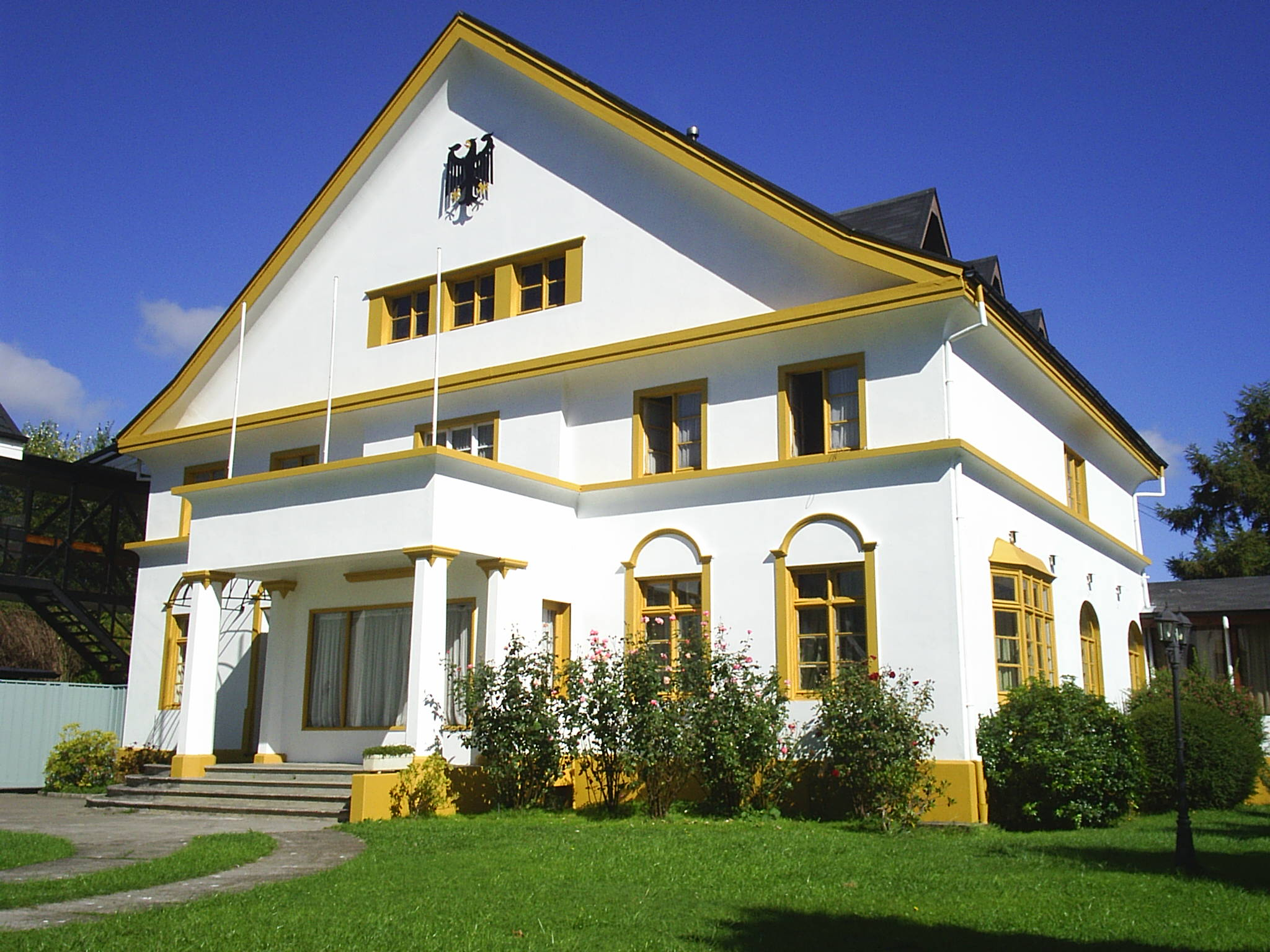
Das Gebäude der Zweiten Freiwilligen Feuerwehrkompanie in Osorno
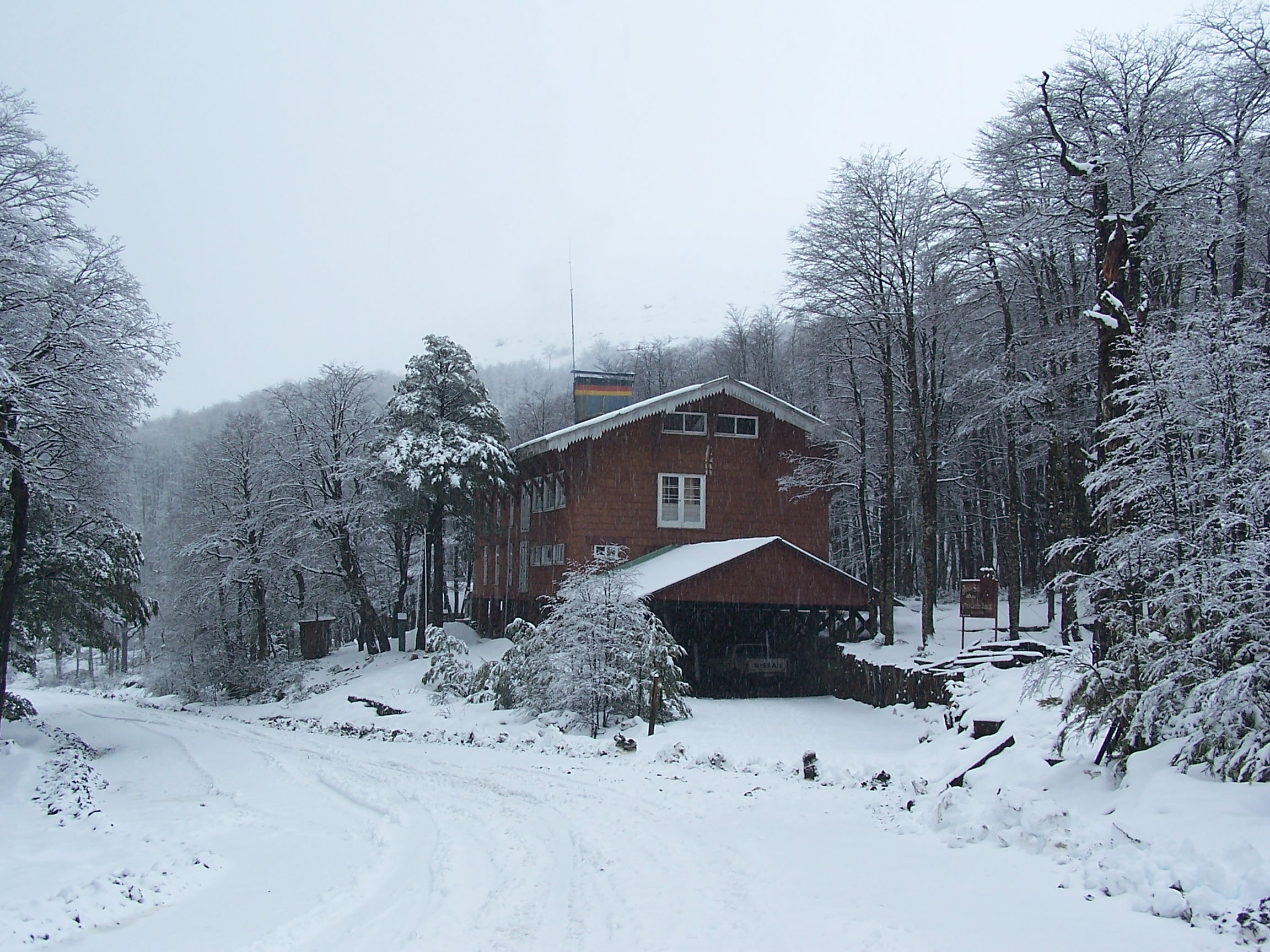
Schullandheim Refugio Otto Urban Baude der Deutschen Schule Osorno in Antillanca
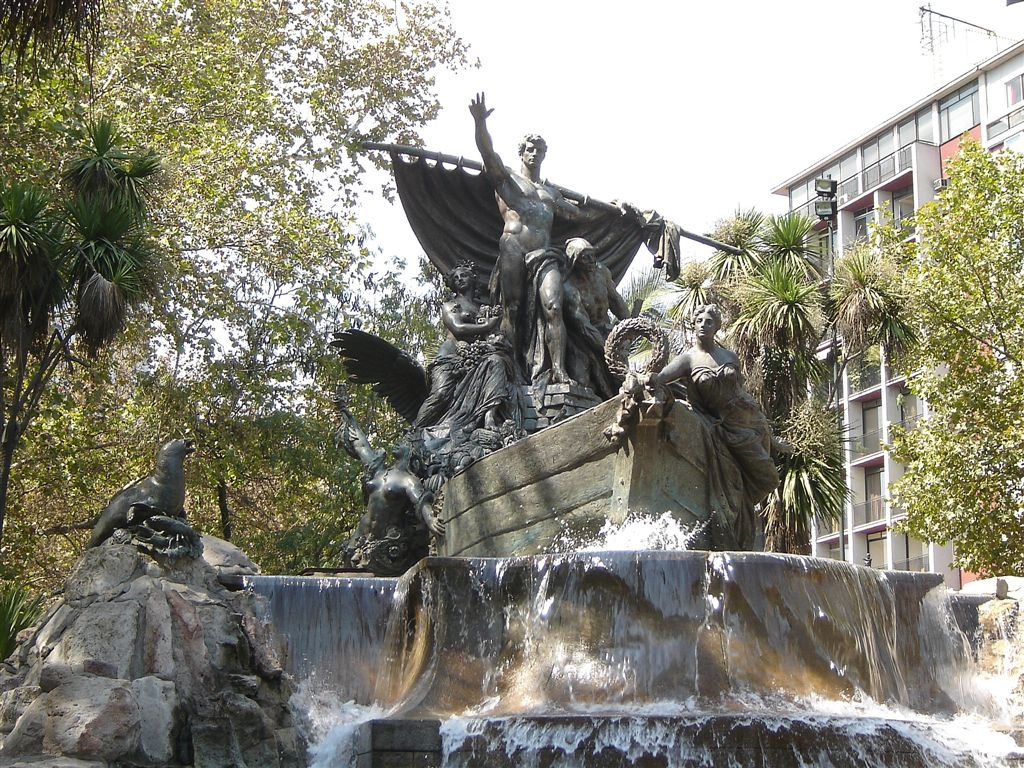
Fuente Alemana in Santiago, ein Brunnen, gestiftet von der deutschen Gemeinschaft
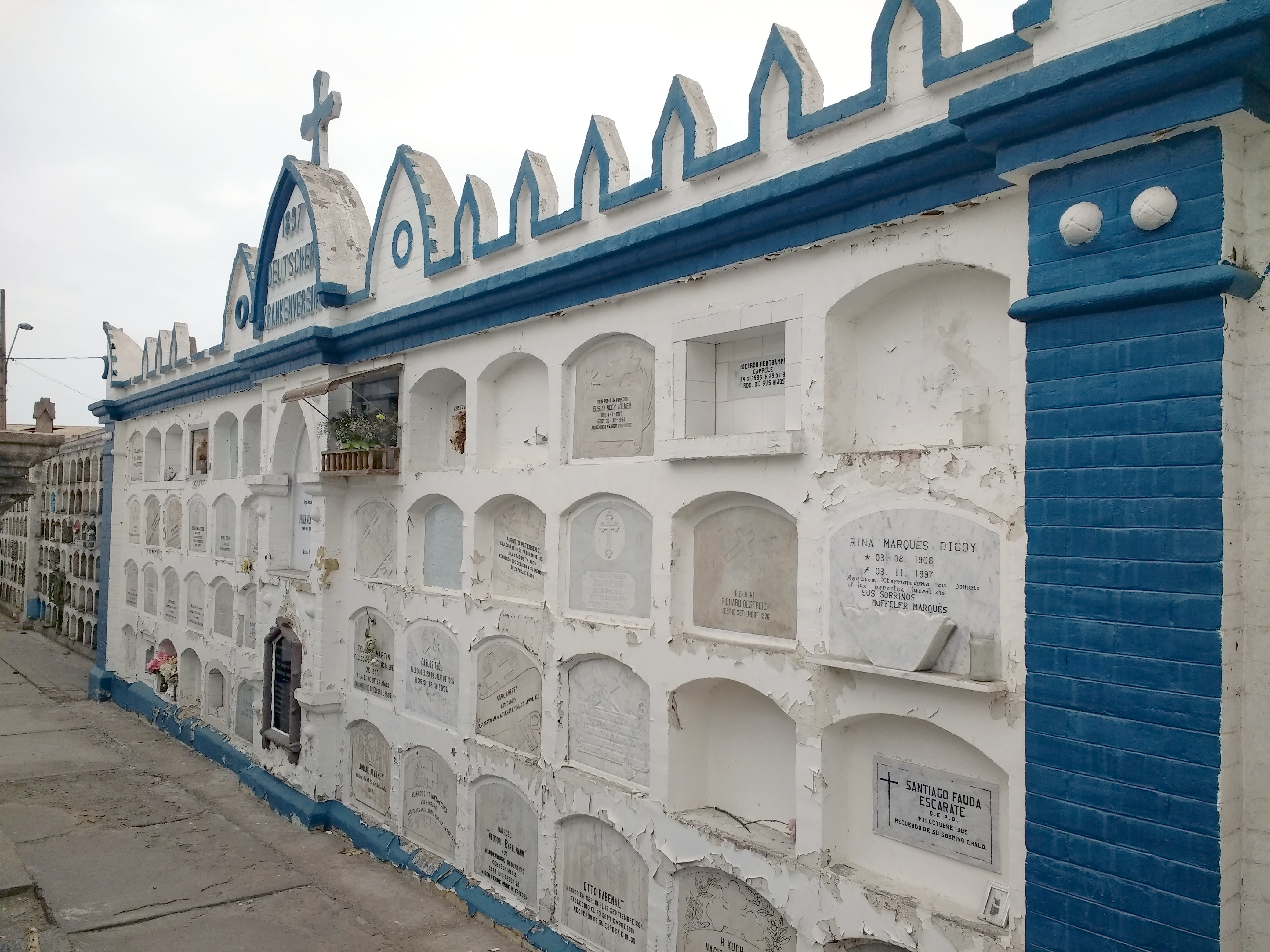
Grabstätte des Deutschen Krankenvereins in Iquique

### Religion
In Chile gibt es verschiedene christliche Kirchen, die deutschsprachig oder spanisch-deutsch zweisprachig sind. Die römisch-katholische Sankt-Michaels-Kirche in der Kommune Providencia in Santiago feiert die Messe auf Deutsch. Die Lutherische Kirche in Chile (ILCH), eine der beiden lutherischen Kirchen des südamerikanischen Landes, feiert den Gottesdienst in deutscher Sprache, abhängig von den Bestimmungen der jeweiligen Gemeinde.

## Bekannte Chilenen deutscher, österreichischer und schweizerischer Herkunft

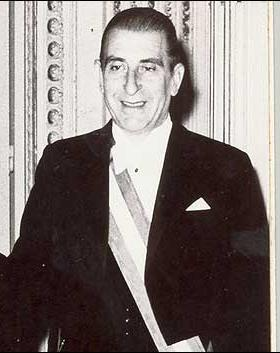
Präsident Eduardo Frei Montalva war der Sohn eines Schweizers und einer Chilenin

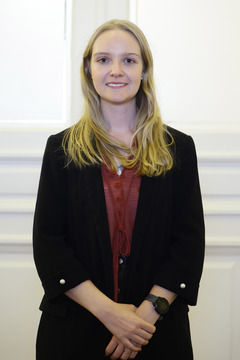
Beatriz Hevia Willer (2023)

- Marlene Ahrens (1933–2020), Leichtathletin, Olympiasilber Melbourne 1956.
- Carl Anwandter (1801–1889), Vertreter der ersten deutschen Einwanderergruppe
- Ena von Baer Jahn (* 1974), Politikerin
- Gustavo Becerra-Schmidt (1925–2010), Komponist und Musikpädagoge
- Otto Dörr (* 1936), Psychiater
- Harald Beyer (* 1964), Politiker
- Cecilia Bolocco Fonck (* 1965), Schauspielerin, Miss Universe 1987
- Hans Braumüller (* 1966), Künstler
- Hernán Büchi (* 1949), Ökonom (Chicago Boys), Wirtschafts- und Finanzminister
- Guillermo Deisler (1940–1995), Künstler, Bühnenbildner
- Bartolomé Flores (1506–1585), Konquistador
- Eduardo Frei Montalva (1911–1982), Politiker, Staatspräsident 1964–1970
- Eduardo Frei Ruiz-Tagle (* 1942), Politiker, Staatspräsident 1994–2000
- Hans Gildemeister (* 1956), Tennisspieler
- Óscar Hahn (* 1938), Lyriker
- Hans Helfritz (1902–1995), Komponist, Schriftsteller, Fotograf
- Tomás Hirsch (* 1956), Politiker
- José Antonio Kast (* 1966), Jurist und Politiker, Begründer der Republikanischen Partei
- Felipe Kast (* 1977), Politiker, Begründer der Evópoli Partei
- Pablo Kast (* 1973), Architekt und Politiker
- Miguel Kast (1942–1983), Ökonom (Chicago Boys), Präsident der Zentralbank Chiles
- Emil Körner (1846–1920), Generalinspekteur des Heeres 1900–1910
- Ricardo Krebs (1918–2011), Historiker, Chilenischer Nationalpreis für Geschichte 1982
- „Don Francisco“ (Mario Kreutzberger, * 1940), Fernsehmoderator
- Igor Lichnovsky (* 1994), Fußballnationalspieler vom Club América
- Pedro Lisperguer (1535–1604), Konquistador
- Rolf Lüders (* 1935), ehemaliger chilenischer Minister (Chicago Boys)
- Evelyn Matthei (* 1953), ehemalige Abgeordnete und Senatorin, Arbeitsministerin 2011–2012 und Bürgermeisterin
- Fernando Matthei Aubel (1925–2017), Mitglied der Militärjunta, Gesundheitsminister und General der Luftwaffe
- Rodolfo Stange Oelckers (1925–2023), Mitglied der Militärjunta, Generaldirektor der Uniformierten Polizei (Carabineros de Chile)
- Manfred Max-Neef (1932–2019), Ökonom, Träger des Right Livelihood Award
- Hardy Wistuba Stange (1925–2010), Maler
- Walterio Meyer Rusca (1882–1969), Ingenieur und Förderer der Region Los Lagos
- Guillermo Enrico Münnich Thiele (1876–1948), Arzt und Politiker, Mitgründer des Deutsch-Chilenischen Bunds
- Horst Paulmann (1935–2025), Unternehmer
- Alfredo Perl (* 1965), Pianist
- Bernhard Eunom Philippi (1811–1852), Kolonisationsbeauftragter der chilenischen Regierung
- Rudolph Amandus Philippi (1808–1904), Professor der Botanik und Zoologie
- Carolina Schmidt (* 1967), Politikerin
- Sven von Storch (* 1970), Kaufmann und Politiker
- Klaus von Storch (* 1962), Unternehmer, pensionierter Offizier der chilenischen Luftwaffe
- René Schneider (1913–1970), General, Oberbefehlshaber des Heeres
- Alexander von Schwedler (* 1980), Fußballspieler
- Roberto Yáñez Betancourt y Honecker (* 1974), Künstler
- Sven von Appen (1934–2019), Unternehmer
- Axel Kaiser (* 1982), Jurist, Schriftsteller und Politikwissenschaftler
- Johannes Kaiser (* 1976), Politiker derzeitiges Mitglied der Abgeordnetenkammer von Chile, Begründer der Nationallibertären Partei
- Vanessa Kaiser (* 1977),  Kolumnistin und Politikerin, zuvor war sie als Stadträtin in Las Condes tätig
- Beatriz Hevia (* 1992), Juristin und Politikerin, Präsidentin des Verfassungsrates im Jahr 2023
- Gonzalo Winter (* 1987), Anwalt und Politiker
- Gonzalo Blumel Mac-Iver (* 1978), Umweltingenieur und Politiker.